# Srbové v Bosně a Hercegovině
Srbové v Bosně a Hercegovině (srbsky Срби Босне и Херцеговине, Srbi Bosne i Hercegovine), často označovaní jako bosenští Srbové (srbsky босански Срби, bosanski Srbi) nebo hercegovinští Srbové (srbsky херцеговачких Срби, hercegovačkih Srbi) jsou původní a jeden ze  konstitutivních národů Bosny a Hercegoviny, převážně sídlící v politicko-územním celku Republika srbská. Většina se hlásí k pravoslaví a srbskému jazyku.
Srbové mají dlouhou a nepřetržitou historii obývání dnešního území Bosny a Hercegoviny a dlouhou historii státnosti na tomto území. Slované osídlili Balkán v 7. století a Srbové byli jedním z hlavních kmenů, které osídlily tento poloostrov včetně částí dnešní Hercegoviny. Části Bosny vládl v 10. století do své smrti v roce 960 srbský kníže Časlav. Území Duklja, včetně Zety a Zahumlje byla později konsolidována do Srbského království před jeho pádem v roce 1101. Ve druhé polovině 12. století Bosnu a Hercegovinu ovládala dynastie Nemanjićů. Štepán Tomaševič vládl krátce jako srbský despota v roce 1459 a jako král Bosny mezi roky 1461 a 1463.
Od 15. století osmanská nadvláda přinesla diskriminaci pravoslavného obyvatelstva žijícího v Bosně a Hercegovině v rámci systému milletu, ale v 19. století také srbské národní uvědomění. 20. století bylo poznamenáno perzekucemi za rakousko-uherské okupace (1878–1918), genocidou za druhé světové války a případným rozpadem Jugoslávie vedoucím k bosenské válce v roce 1992. V 90. letech se mnoho Srbů přestěhovalo do vlastního Srbska a Černé Hory.
Většina Srbů, kteří žili před bosenskou válkou ve velké části Bosny a Hercegoviny, nyní žije v Republice srbské. Podle zprávy statistického úřadu Bosny a Hercegoviny žilo při sčítání lidu v roce 2013 v Bosně a Hercegovině 1 086 733 Srbů. Ve Federaci Bosny a Hercegoviny tvoří Srbové většinu v Drvaru, Glamoči, Bosansko Grahovu a Bosanském Petrovaci. Na federální úrovni jsou Srbové zastoupeni členy v Parlamentním shromáždění Bosny a Hercegoviny, zatímco na státní úrovni má Republika srbská vlastní lidové shromáždění. Srbové z Bosny a Hercegoviny významně přispěli ke kultuře Bosny a Hercegoviny.